# Alex Ranghieri
Alex Ranghieri (18 de junho de 1987) é um ex-voleibolista indoor e atualmente jogador de vôlei de praia italiano.

## Carreira
Alex Ranghieri representou, ao lado de Adrian Carambula, seu país nos Jogos Olímpicos de Verão. Nos Jogos Olímpicos de Verão de 2016, terminando nas oitavas-de-finais.